# Lost Luggage Depot

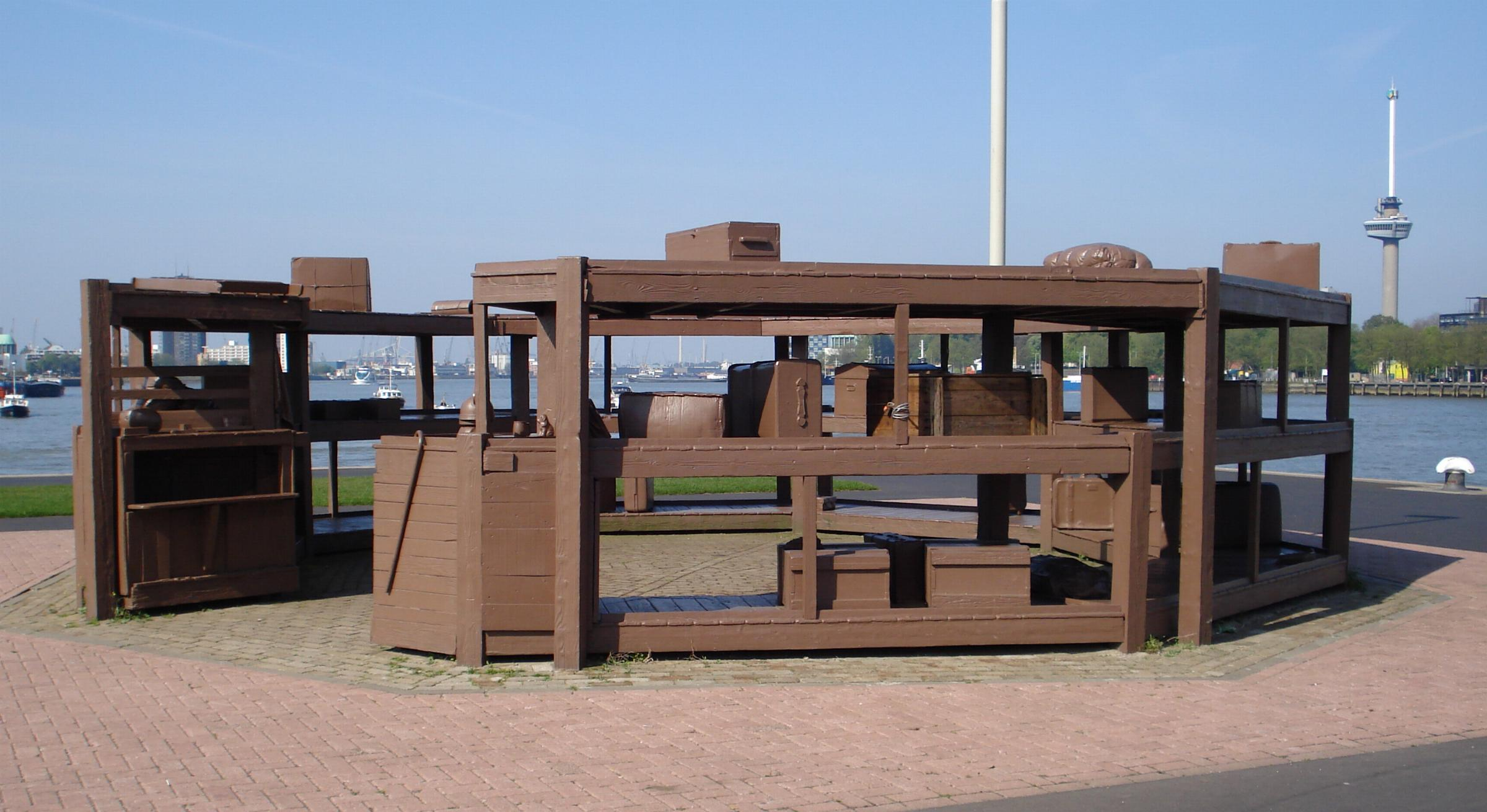

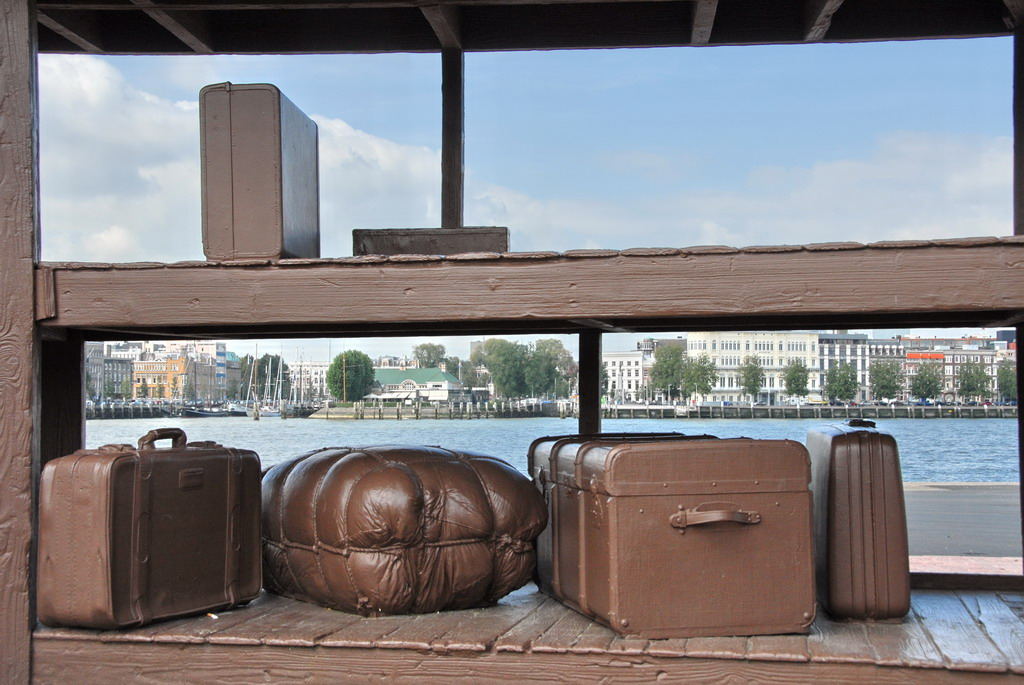

Lost Luggage Depot is een gietijzeren kunstwerk dat sinds 2001 op het Koninginnehoofd, de westelijke punt van de Wilhelminapier in Rotterdam, staat.
Het kunstwerk werd gemaakt door de Canadese historicus en beeldend kunstenaar Jeff Wall als symbool van het afscheid dat emigranten hier namen van hun "vorige leven".
Het beeld bestaat uit een 8-hoekig paviljoen met drie verdiepingen en met een doorsnede van tien meter. Op alle verdiepingen bevinden zich gevonden voorwerpen zoals tassen, schoenen en koffers. Alles is van gietijzer gemaakt, het totaal weegt ongeveer 65.000 kg.
Opdrachtgever, in 1996, was de stad Rotterdam. Deze had in 1990 een rijksgeschenk ontvangen van 1.000.000 gulden in het kader van 50 jaar wederopbouw en "650 jaar stadsrechten". De opdracht werd uitgevoerd door de Zeeuws-Vlaamse Gieterij uit Sas van Gent, die ook belast werd met de plaatsing van het beeld. Op 3 november 2001 werd het beeld geopend door premier Wim Kok.